# Torre de Campredó
La Torre de Campredó o Torre de la Font del Quinto és una obra del municipi de Tortosa (Baix Ebre) declarada bé cultural d'interès nacional.

## Descripció
Torre situada al nucli de Campredó, en el marge esquerre de l'Ebre, davant de la torre de la Carrova. Aquestes dues torres estan allà on hi havia l'antiga entrada a l'estuari del riu.
Torre de planta rectangular, molt ben bastida amb petits carreus i prou ben conservada. Arriba a tenir parets d'1.30 de gruix, a la part superior hi ha mènsules per tot el perímetre, suposat suport per una corsera. A l'interior es conserva la volta de mig punt que cobreix l'espai rectangular.

## Història
Torre medieval documentada al segle xiv. Bessona de la torre de la Carrova, a l'altra banda del riu Ebre. Entre totes dues hi havia, en mig del riu, una illa que desaparegué a la fi del segle xix. L'objectiu d'aquest sistema defensiu era vigilar l'entrada al riu i controlar l'accés fins al port de Tortosa, hi ha qui diu que les dues torres eren unides per una cadena que s'alçava en cas de perill per barrar el pas als possibles enemics. Les torres van ser restaurades l'any 2009.